# Jirō Kamata
Jirō Kamata (jap. 鎌田 次郎, Kamata Jirō; * 28. Juli 1985 in Tokio, Präfektur Tokio) ist ein japanischer Fußballspieler.

## Karriere
Jirō Kamata erlernte das Fußballspielen in der Jugendmannschaft des FC Tokyo sowie in der Universitätsmannschaft der Ryūtsū-Keizai-Universität. Von der Universität wurde er vom Februar 2006 bis Januar 2007 an Kashiwa Reysol ausgeliehen. 2006 spielte der Verein aus Kashiwa, einer Großstadt in der Präfektur Chiba auf Honshū, der Hauptinsel Japans, in der zweithöchsten Liga des Landes, der J2 League. Am Ende der Saison wurde der Club Vizemeister und stieg in die erste Liga auf. 2008 wechselte er ablösefrei zu Kashiwa Reysol. Von 2008 bis 2009 spielte er elfmal für Kashiwa in der ersten Liga, der J1 League. 2010 wurde er vom Ligakonkurrenten Vegalta Sendai aus Sendai unter Vertrag genommen. 2012 wurde er mit Vegalta Vizemeister. Bis Ende 2015 absolvierte er 176 Erstligaspiele für den Club.
2016 unterschrieb er einen Vertrag bei seinem ehemaligen Club Kashiwa Reysol. 2018 musste er mit Kashiwa den Weg in die Zweitklassigkeit antreten. Ein Jahr später wurde man Meister der zweiten Liga und stieg direkt wieder in die erste Liga auf. Im Februar 2021 wurde er an den Zweitligaaufsteiger SC Sagamihara ausgeliehen. Mit dem Verein aus Sagamihara belegte man am Saisonende 2021 den 19. Tabellenplatz und stieg in die dritte Liga ab. Nach der Ausleihe wurde er am 1. Februar 2022 fest von Sagamihara unter Vertrag genommen.

## Erfolge
Kashiwa Reysol
- J2 League

Meister: 2019
Vizemeister: 2006  ▲
Vegalta Sendai
- J1 League

Vizemeister: 2012